# Charchigné
Charchigné település Franciaországban, Mayenne megyében. Lakosainak száma 455 fő (2022. január 1.). Charchigné Chevaigné-du-Maine, Le Ham, Le Horps, Javron-les-Chapelles, Lassay-les-Châteaux és Le Ribay községekkel határos.

## Népesség
A település népességének változása:
| Lakosok száma | 439  | 375  | 363  | 472  | 501  | 510  | 481  | 464  | 458  | 455  |
|               | 1968 | 1982 | 1990 | 2006 | 2013 | 2015 | 2017 | 2019 | 2020 | 2022 |